# نکوهش در ایالات متحده آمریکا
نکوهش در ایالات متحده آمریکا (انگلیسی: Censure in the United States) زمانی انجام می‌شود که اعضای یک نهاد بخواهند رئیس‌جمهور ایالات متحده، یکی از اعضای کنگره، یک قاضی یا یکی از اعضای کابینه را به‌طور علنی توبیخ کنند. این سازوکار متکی به احساس شرم و با هدف عدم تأیید متعاقب رای‌دهندگان به فرد است، اما تأثیر عملی کمی در اعضای کنگره دارد و زمانی که در مورد رئیس‌جمهور انجام شود هیچ اثر عملی ندارد. نکوهش (Censure)، محکومیت رسمی، علنی و گروهی از یک فرد، یا یک عضو گروه، که اقداماتش در تضاد با استانداردهای قابل قبول گروه برای رفتار فردی است انجام می‌شود.